# Gustave Mermet-Guyenet
Pour les articles homonymes, voir Mermet.
Gustave Mermet-Guyenet, né le 15 août 1883 à Oyonnax et mort le 4 février 1963 également à Oyonnax, est un homme politique français.

## Détail des fonctions et des mandats
Mandat parlementaire
- 8 décembre 1946 - 7 novembre 1948 : sénateur de l'Ain